# Fonogramma strasti
Fonogramma strasti (russisk: Фонограмма страсти) er en russisk spillefilm fra 2010 af Nikolaj Igorevitj Lebedev.

## Medvirkende
- Jelena Nikolajeva som Vita
- Fabio Fulco som Adam
- Sergej Garmasj som Gennadij
- Nina Usatova som Regina
- Anatolij Belyj som Kosobutskij